# 雲雀公園 (加利福尼亞州)
雲雀公園（英語：Alondra Park）是位於美國加利福尼亞州洛杉磯縣的一個人口普查指定地區。

## 地理
雲雀公園的座標為33°53′27″N 118°20′03″W / 33.89083°N 118.33417°W，而該地最高點為海拔高度16米（即52英尺）。

## 人口
根據2010年美國人口普查的數據，雲雀公園的面積為2.96平方千米，當中陸地面積為2.87平方千米，而水域面積為0.09平方千米。當地共有人口8592人，而人口密度為每平方千米2,902人。